# 北上地区消防組合
北上地区消防組合（きたかみちくしょうぼうくみあい）は、岩手県北上市及び和賀郡西和賀町によって組織された一部事務組合（消防組合）である。管轄区域は前述の1市1町。消防本部の名称は、北上地区消防組合消防本部。

## 概要
- 消防本部：岩手県北上市柳原町2丁目3番6号
- 主力機械（2020年4月1日現在）
  - 普通消防ポンプ自動車：1
  - 水槽付消防ポンプ自動車：8
  - タンク車：1
  - はしご付消防自動車：1
  - 化学消防自動車：1
  - 救急自動車：8
  - 救助工作車：1
  - 津波風水害対策車：1
  - 指揮車：2
  - 資機材搬送車：2
  - 広報車：4
  - 連絡車：1
  - 人員輸送車：1
  - 輸送車：1
  - 支援車：1

## 沿革
- 1974年4月1日 北上市・和賀郡和賀町・湯田町・江釣子村・沢内村の1市2町2村による一部事務組合の北上地区消防組合を設立する。北上市消防本部が組合消防に移行し、北上地区消防組合消防本部・北上消防署を設置する。
- 1975年1月20日 和賀中部分署・西和賀分署を開設する。
- 1991年4月1日 北上市・和賀町・江釣子村の新設合併に伴い、新たな北上市が発足する。組合構成市町村が1市1町1村になる。
- 1995年12月22日 西和賀分署が西和賀消防署に昇格し、2署制となる。湯田出張所を開設する。
- 1997年11月1日 大堤出張所を開設する。
- 2005年11月1日 湯田町・沢内村の新設合併に伴い、西和賀町が発足する。組合構成市町村が1市1町になる。
- 2016年6月1日
  - 大堤出張所が大堤分署に昇格し、2分署制となる。[1]
  - 管内119番通報を盛岡中央消防署本庁舎4階にある「県央広域消防指令センター」にて受信開始（盛岡・奥州金ヶ崎両地区消防本部と共同運用）。
- 2020年3月31日 湯田出張所閉所。
- 2020年4月1日 和賀中部分署を和賀分署に名称変更。
- 2020年5月20日 村崎野分署を新設。
- 2020年7月8日 西和賀消防署を移転。

## 組織
- 組合議会
  - 議員定数：7人（北上市：5人、西和賀町：2人）
- 執行機関
  - 管理者（北上市長）
  - 副管理者（西和賀町長及び北上市副市長）
  - 監査委員：2人
  - 消防本部 - 総務課、予防課、警防課、指令室
  - 消防署

## 消防署
| 消防署       | 住所                                  | 分署                                                                                               | 出張所 |
| ------------ | ------------------------------------- | -------------------------------------------------------------------------------------------------- | ------ |
| 北上消防署   | 北上市柳原町2丁目3番6号               | 和賀：北上市和賀町藤根17地割70番地 大堤：北上市相去町平林3番地5 村崎野：北上市村崎野22地割142番地2 | なし   |
| 西和賀消防署 | 和賀郡西和賀町沢内字大野13地割3番地18 | なし                                                                                               | なし   |